# Peter Rasmussen (homme politique)
Peter Gordon Vigo Rasmussen, né le 17 mars 1912 à Apia et mort le 19 décembre 1997 dans cette même ville, est un homme politique samoan.

## Biographie
Il est d'ascendance danoise : Son grand-père paternel Peter Rasmussen, né au Danemark en 1842, s'établit comme commerçant aux Samoa dans les années 1870,.
Peter G.V. Rasmussen naît aux Samoa allemandes et est âgé de deux ans lorsqu'elles sont prises par la Nouvelle-Zélande au début de la Première Guerre mondiale et deviennent une colonie néo-zélandaise. Il devient médecin légiste à Apia. Il entre en politique en se présentant avec succès aux élections législatives samoanes de 1982 et entre à l'Assemblée législative des Samoa. Il n'exerce qu'un seul mandat de député, étant battu dans sa circonscription aux élections de 1985 et ne se représentant pas par la suite.